# Alice Nine Complete Collection 2006-2009
『Alice Nine Complete Collection 2006-2009』（アリスナイン・コンプリート・コレクション にせんろく にせんきゅう）は、Alice Nine初のベスト・アルバム。2010年3月24日発売。発売元はキングレコード。

## 解説
- 初回限定版には別冊ブックレット、スリーブケース付き。

## 批評
『CDジャーナル』は「可憐かつドラマティックな展開は、キャリアを積むほどに深みを増すようで、この一枚で彼らの成長がよくわかる。ハード・ロックの中に“美しさ”と“鮮烈さ”を決して忘れない、彼らの姿勢に感服だ。」と批評した。また、「力強いバンド・サウンドと清涼感のあるメロディに、改めて表現力の幅広さを感じさせる。」とも批評した。

## 収録曲
1. 九龍 -NINE HEADS RODEO SHOW-
5thシングル
2. FANTASY
6thシングル
3. ヴェルヴェット
1stフルアルバム『絶景色』収録。
4. NUMBER SIX.
DVDシングル。
5. JEWELS
8thシングル
6. WHITE PRAYER
9thシングル
7. TSUBASA.
10thシングル
8. cosmic world
2ndフルアルバム『Alpha』収録。
9. ブループラネット
配信限定シングル。本作には『Alpha』の再録バージョンで収録。
10. MIRROR BALL
11thシングル
11. RAINBOWS
12thシングル
12. the beautiful name
3rdフルアルバム『VANDALIZE』収録。
13. 華【hæ・nǝ】
14thシングル

#1-#12 作詞:将 作曲:アリス九號.
#13    作詞:将 作曲:Alice Nine